# Tephrocactus aulacothele
Tephrocactus aulacothele és una espècie de planta fanerògama que pertany a la família de les cactàcies (Cactaceae).

## Descripció
Tephrocactus aulacothele creix dret com un petit arbust o en forma d'un coixí que forma amb la base o per sobre amb les tiges ramificades i assoleix una mida de fins a 20 cm d'alçada. La tija és de color verd fresc a verd bru, cilíndric de 3 a 10 cm de llarg i tenen diàmetres de 1,5 a 2,5 cm. Les protuberàncies es formen indistintament. Les arèoles són petites. Hi ha pocs gloquidis vermellosos presents. Les 3 a 10 espines en forma d'agulla, punxants o flexibles són de color blanc a groc, marró, rosa o negrós i de 3 a 5 cm de llarg. Les espines superiors sobresurten, mentre que la superfície inferior són més primes. Les flors són de color groc a groc ataronjat o rosat a vermell de 2 a 2,5 cm de llarg i amb un diàmetre de 2 a 4 cm. El pericarpi és ovoide i tuberós, i està densament cobert d'espines. Els fruits són més o menys esfèrics, de parets primes, espinosos i secs; i tenen un diàmetres d'aproximadament 1 cm.

## Distribució i hàbitat
Tephrocactus aulacothele és comú a les províncies argentines de Salta, Tucumán, Catamarca, La Rioja i San Juan en sòls pedregosos o roques de granit meteoritzats a altituds de 700 a 2000 metres.

## Taxonomia
Tephrocactus aulacothele va ser descrita per (F.A.C.Weber) R.Kiesling & Oakleyi i publicat a Bradleya 41: 101, a l'any 2023.
Etimologia.
Tephrocactus: nom genèric que deriva de les paraules gregues: tephra, "cendra", referint-se al color de la planta) i cactus per la família.
aulacothele: epítet format per dues paraules gregues aulax (tija aulak-) "solc" i thēlē "mugró", que fa referència a la part superior dels tubercles, a l'epidermis, hi ha una arèola en forma de solc longitudinal de 3 mm de llarg.
Subespècies
- Tephrocactus aulacothele subsp. aulacothele
- Tephrocactus aulacothele subsp. deminutus (Rausch) R.Kiesling & Oakley[3]

Sinonímia
Els següents noms són sinònim de Tephrocactus aulacothele :
- Opuntia aulacothele F.A.C.Weber in Bull. Mus. Hist. Nat. (Paris) 10: 392 (1904)